# جرج نیومن

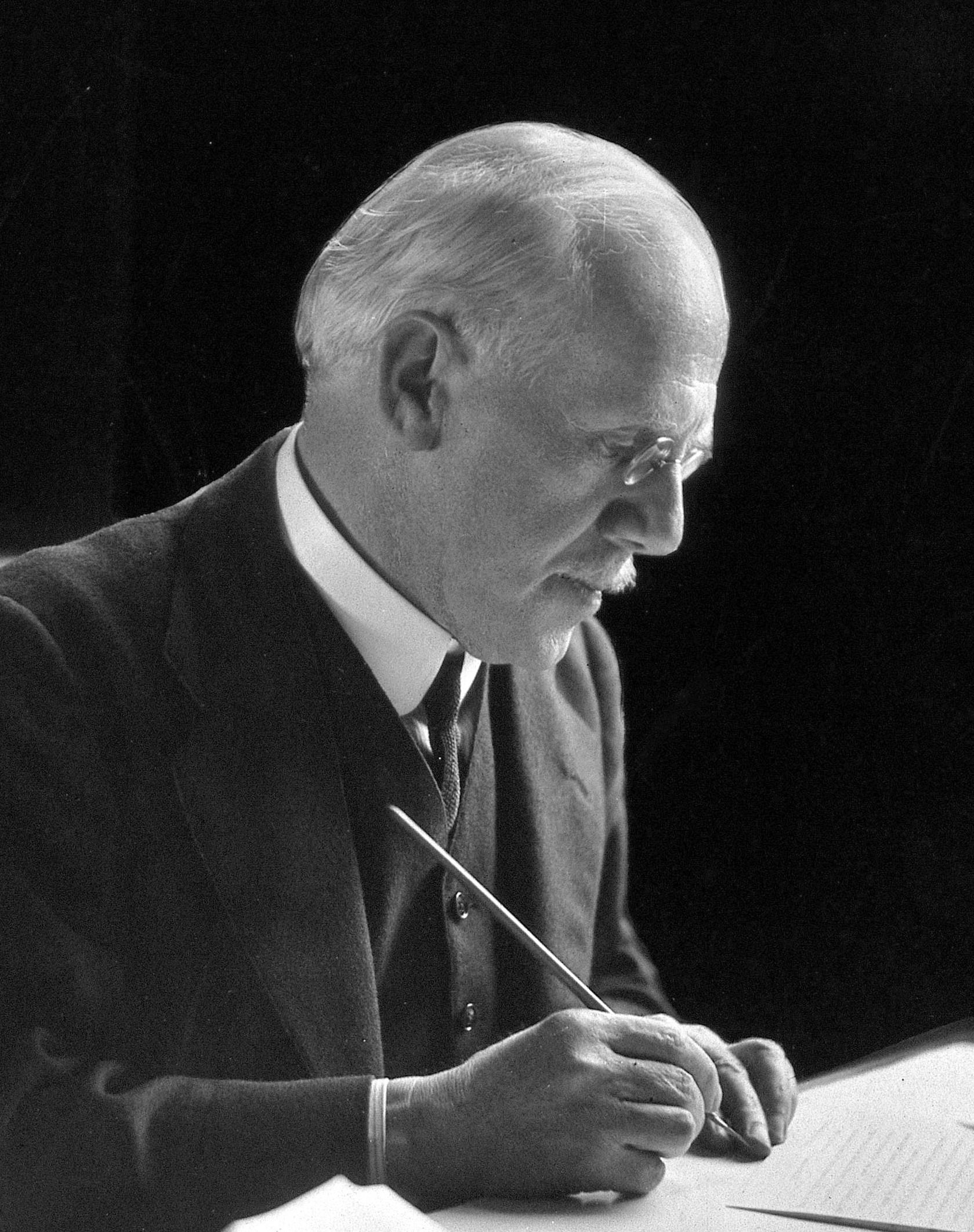
جرج نیومن

جرج نیومن (انگلیسی: George Newman) همه‌گیرشناس، متخصص در بهداشت عمومی و پزشک اهل انگلستان بود. او در سال ۱۹۰۶ میلادی کتاب مرگ‌ومیر نوزادان، مشکلی اجتماعی در انگلستان را منتشر کرد.